# 圣伊利耶
圣伊利耶（法語：Saint-Hilliers，法語發音：[sɛ̃.t‿ilje] ⓘ）是法国塞纳-马恩省的一个市镇，属于普罗万区。

## 地理
圣伊利耶（48°37'16"N, 3°15'24"E）面积19.13 平方千米，位于法国法蘭西島大區塞纳-马恩省，该省份为法国北部内陆省份，北起瓦兹省，西接埃松省、马恩河谷省、塞纳-圣但尼省和瓦兹河谷省，南至卢瓦雷省，东南接约讷省，东临马恩省和奥布省，东北接埃纳省。
与圣伊利耶接壤的市镇（或旧市镇、城区）包括：鲁伊、巴诺-维勒加尼翁、伯扎勒、尚瑟内、库尔尚、莫尔特里、武尔通、舍努瓦斯-屈沙尔穆瓦。

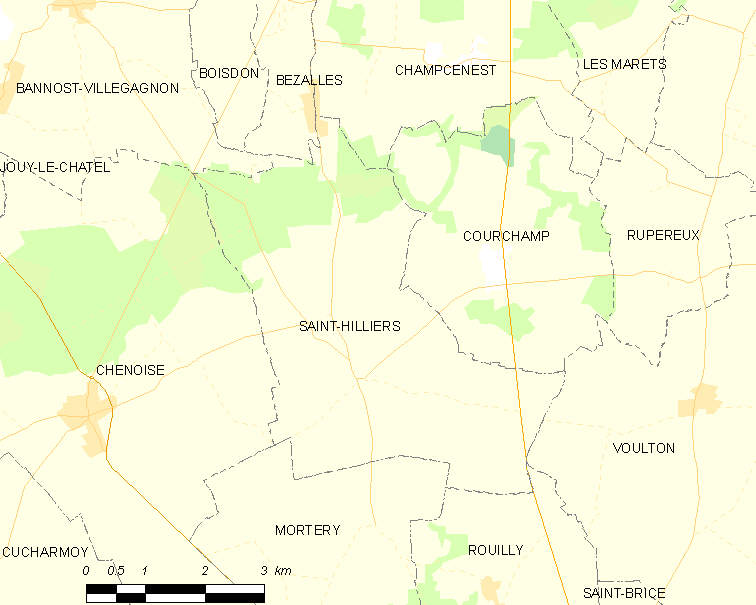
圣伊利耶的OSM定位图

圣伊利耶的时区为UTC+01:00、UTC+02:00（夏令时）。

## 行政
圣伊利耶的邮政编码为77160，INSEE市镇编码为77414。

## 政治
圣伊利耶所属的省级选区为普罗万县。

## 人口

1962-2008年间圣伊利耶人口变化图示

圣伊利耶于2022年1月1日时的人口数量为479人。